# Living in a Box (singolo)
Living in a Box è il primo singolo del gruppo musicale britannico Living in a Box, pubblicato il 23 marzo 1987 come primo estratto dall'album Living in a Box.

## Descrizione
Il singolo ottenne successo in Europa e Stati Uniti.

## Tracce (parziale)
7" UK
Testi e musiche di Marcus Vere, Steve Pigott.
1. Living In A Box – 3:02
2. Living In A Box (The Penthouse Mix) – 3:10 – Arthur Baker (Remix)

Durata totale: 6:12
12" UK
Testi e musiche di Marcus Vere, Steve Pigott.
1. Living In A Box (Dance Mix) – 6:10
2. Living In A Box (The Penthouse Mix) – 5:18

Durata totale: 11:28